# Skinnsjön (Vena socken, Småland)
Skinnsjön är en sjö i Hultsfreds kommun i Småland och ingår i Viråns huvudavrinningsområde.